# 一硫化铈
一硫化铈是铈的硫化物之一，化学式为CeS。

## 制备
一硫化铈可以通过三硫化二铈和二氢化铈的还原反应制得：
Ce2S3 + CeH2 → 3 CeS + H2↑

## 性质
一硫化铈对金属有着浸润（wetting）作用，它对除了铂以外的金属都比较稳定。它可以和铂剧烈反应，生成金属间化合物一铂化铈。